# Красноярское сельское поселение (Тульская область)
Красноярское муниципальное образование — сельское поселение в Киреевском районе Тульской области Российской Федерации.
Административный центр — посёлок Красный Яр.

## История
Статус и границы сельского поселения установлены законом Тульской области от 15 марта 2005 года № 559-ЗТО «О переименовании муниципального образования „Киреевский район“ Тульской области, установлении границ, наделении статусом и определении административных центров муниципальных образований на территории Киреевского района Тульской области».

## Население
| 2010  | 2012  | 2013  | 2014  | 2015  | 2016  | 2017  |
| ----- | ----- | ----- | ----- | ----- | ----- | ----- |
| 1644  | ↘1633 | ↘1611 | ↘1568 | ↘1529 | ↘1491 | ↘1462 |
| 2018  | 2019  | 2020  | 2021  |       |       |       |
| ↗1488 | ↗1490 | ↗1511 | ↗1876 |       |       |       |

## Состав сельского поселения
| №  | Населённый пункт  | Тип населённого пункта          | Население |
| -- | ----------------- | ------------------------------- | --------- |
| 1  | Белолипки         | деревня                         | 4         |
| 2  | Бронники          | деревня                         | 8         |
| 3  | Верхнее Петрово   | деревня                         | 0         |
| 4  | Гамово            | деревня                         | 25        |
| 5  | Горняк            | посёлок                         | 66        |
| 6  | Грецово           | село                            | 6         |
| 7  | Демьяново         | деревня                         | 5         |
| 8  | Дубки             | деревня                         | 5         |
| 9  | Забусово          | деревня                         | 3         |
| 10 | Ивровка           | деревня                         | 0         |
| 11 | Изрог             | деревня                         | 19        |
| 12 | Красный Яр        | посёлок, административный центр | ↘1133     |
| 13 | Кучино            | деревня                         | 0         |
| 14 | Мещерские Выселки | деревня                         | 0         |
| 15 | Мещерское         | село                            | 4         |
| 16 | Ольховец          | деревня                         | 0         |
| 17 | Паслово           | деревня                         | 0         |
| 18 | Рождественка      | деревня                         | 2         |
| 19 | Романово          | село                            | 4         |
| 20 | Серебряные Ключи  | посёлок                         | ↘347      |
| 21 | Темерево          | деревня                         | 3         |
| 22 | Трещево           | деревня                         | 2         |
| 23 | Шувайка           | посёлок                         | 14        |

Последние данные о численности населения были зафиксированы в 2018 году; население составляло 1488 человек. Местные жители отмечают, что сейчас людей в этих краях живёт меньше — около 1300 человек. Муниципалитет объединяет 23 деревни, из которых фактически жилыми остаются сам Красный Яр, посёлок Серебряные Ключи (347 человек), Горняк (66 жителей), Гамово (25 человек), Изрог (19 человек) и Шувайка (14 жителей)
В советские годы местные работали в Гамовском совхозе на 10 тысяч голов. Совхоз развалился.